# 绥德县 (越南)
绥德县是越南得农省下辖的一个县。

## 地理
绥德县北接柬埔寨，西接平福省布亚摩县，西南接平福省布当县，东南接得热勒县，东北接得双县。

## 历史
2006年11月22日，得热勒县以得吾社、广新社、得布索社、得热迪社、广心社、广直社6社析置绥德县。

## 行政区划
绥德县下辖6社，县莅得布索社。
- 得布索社（Xã Đắk Búk So）
- 得吾社（Xã Đắk Ngo）
- 得热迪社（Xã Đắk R'Tíh）
- 广心社（Xã Quảng Tâm）
- 广新社（Xã Quảng Tân）
- 广直社（Xã Quảng Trực）